# Akira Komata
Akira Komata (Niigata, 31 de janeiro de 1998) é um esgrimista japonês.

## Carreira
Nascido no bairro de Nishi, cidade de Niigata, província de Niigata. Ele cresceu em uma família de esgrima e começou a competir aos cinco anos. Seu pai, Haruhisa Furumata, é um ex-jogador de espada que já participou de campeonatos mundiais. Suas duas irmãs mais velhas, dois anos mais velhas que ele, foram treinadas em um campo de treino próximo à sua casa até se formarem no ensino médio. Ingressou no Honma Gumi em abril de 2020.
Nos Jogos Olímpicos de Verão de 2024, em Paris, conquistou a medalha de prata na disputa de espada por equipes ao lado de Koki Kano, Masaru Yamada e Kazuyasu Minobe.